# Regenbogen (Lied)
Regenbogen ist ein Lied von Wincent Weiss, Kevin Zaremba, Matthias Kuipers, Tamara Olorga und Sascha Wernicke, das in der Interpretation des deutschen Sängers Wincent Weiss bekannt wurde. Das Lied wurde am 11. September 2015 unter dem Label Vertigo Berlin als erste Single von Weiss veröffentlicht.

## Versionen / Rezeption
Der Song, dessen Text von Weiss mit Kevin Zaremba, Matthias Kuipers, Tamara Olorga und Sascha Wernicke verfasst und dessen Melodie von Kevin Zaremba und Matthias Kuipers geschrieben wurde, wurde von Zaremba und Kuipers produziert. Gemixt wurde der Song in den Black Sheep Studios in Neuss. Auf der Single ist zudem auch ein Remix des Songs enthalten. Sie erschien ein halbes Jahr nach der Veröffentlichung von Unter meiner Haut, welches er mit dem DJ-Duo Gestört aber geil und Koby Funk aufnahm. Die Single fuhr aber nicht den gleichen Erfolg ein. Eine Akustik-Version des Songs wurde 2017 auf seinem Debütalbum Irgendwas gegen die Stille veröffentlicht. Die Originalversion des Songs enthält House -Elemente, während die Akustik-Version diese nicht hat. 

## Musikvideo
Ein Musikvideo wurde im Jahr 2015 auch gedreht. Die Dreharbeiten fanden in Berlin statt. Einige Szenen wurden auf der Eiswerderbrücke gefilmt, wiederum andere in einem Tanzstudio. Man sieht auch, wie Weiss mit einem Fahrrad, was nach eigenen Angaben von 1949 ist, über das Tempelhofer Feld fährt.
Die Veröffentlichung des Musikvideos erfolgte am 18. September 2015 auf dem YouTubekanal von Digster Pop.

## Titelliste
| Nr. | Titel                            | Länge |
| --- | -------------------------------- | ----- |
| 1.  | Regenbogen                       | 2:43  |
| 2.  | Regenbogen (Akustik Version)     | 2:37  |
| 3.  | Regenbogen (Achtabahn Club Edit) | 4:01  |

## Mitwirkende
- Wincent Weiss – Text, Gesang
- Kevin Zaremba – Text, Produzent, Mixing
- Matthias Kuipers – Text, Produzent
- Tamara Olorga – Text
- Sascha Wernicke – Text, Fotografie
- Mischa Janisch – Mastering
- Pivo Deinert – Gitarre